# Cieszków
Pour la gmina, voir Cieszków (gmina).
Cieszków est une localité polonaise, siège de la gmina de Cieszków, située dans le powiat de Milicz en voïvodie de Basse-Silésie.